# سان-جيني-بويي
سان-جيني-بويي (بالفرنسية: Saint-Genis-Pouilly)‏ هي بلدية فرنسية تقع في إقليم الآن. رمز إنسي لها هو:1354. أما الرمز البريدي لها فهو: 1630.